# Tank Chair
Tank Chair (jap. 戦車椅子－ＴＡＮＫ ＣＨＡＩＲ－ Sensha isu -Tanku cheā-) – manga autorstwa Manabu Yashiro, publikowana na łamach magazynu internetowego „Magazine Pocket” wydawnictwa Kōdansha od listopada 2022.

## Fabuła
Nagi Taira jest zabójcą na zlecenie na wyspie Gui Cheng, która uchodzi za najniebezpieczniejsze miejsce na świecie. Jednak od czasu, gdy uratował życie swojej młodszej siostrze Shizuce, przyjmując na siebie kulę, porusza się on na wózku inwalidzkim. Został tak ciężko ranny, że od tamtej pory przebywa w śpiączce, budząc się tylko wtedy, gdy wyczuwa żądzę krwi w pobliżu. Wówczas z powrotem zmienia się w niebezpiecznego zabójcę – teraz na wózku inwalidzkim z bronią. Jego siostra postanawia znaleźć przeciwnika tak groźnego, że jej brat obudzi się z śpiączki na stałe. Kontynuuje przyjmowanie zleceń na morderstwa, które następnie wykonuje Nagi. Im bardziej ryzykowne są zlecenia, tym lepiej dla jej brata. Shizuka ma nadzieję, że po wyjątkowo ciężkiej walce zostanie on trwale wyleczony.

## Publikacja serii
Pierwszy rozdział mangi został opublikowany 5 listopada 2022 w serwisie internetowym i aplikacji mobilnej „Magazine Pocket”. Następnie wydawnictwo Kōdansha rozpoczęło zbieranie rozdziałów do wydań w formacie tankōbon, których pierwszy tom ukazał się 6 stycznia 2023. Według stanu na 7 marca 2025, do tej pory wydano 8 tomów.
W Polsce manga ukazuje się nakładem wydawnictwa Waneko.
| Nr | Język japoński      | Język japoński         | Język polski         | Język polski           |
| Nr | Data wydania        | ISBN                   | Data wydania         | ISBN                   |
| -- | ------------------- | ---------------------- | -------------------- | ---------------------- |
| 1  | 6 stycznia 2023     | ISBN 978-4-06-529923-4 | 22 kwietnia 2024     | ISBN 978-83-8242-733-2 |
| 2  | 9 marca 2023        | ISBN 978-4-06-530885-1 | 21 czerwca 2024      | ISBN 978-83-8242-734-9 |
| 3  | 9 maja 2023         | ISBN 978-4-06-531501-9 | 20 sierpnia 2024     | ISBN 978-83-8242-735-6 |
| 4  | 8 sierpnia 2023     | ISBN 978-4-06-532456-1 | 21 października 2024 | ISBN 978-83-8242-736-3 |
| 5  | 7 grudnia 2023      | ISBN 978-4-06-533825-4 | 3 stycznia 2025      | ISBN 978-83-8242-737-0 |
| 6  | 9 maja 2024         | ISBN 978-4-06-535447-6 | 21 lutego 2025       | ISBN 978-83-8389-008-1 |
| 7  | 8 października 2024 | ISBN 978-4-06-536993-7 | 22 kwietnia 2025     | ISBN 978-83-8389-009-8 |
| 8  | 7 marca 2025        | ISBN 978-4-06-538702-3 | 16 października 2025 |                        |

## Odbiór
W 2023 roku seria została nominowana do 9. nagrody Next Manga Award w kategorii najlepsza manga internetowa. W 2024 roku była również nominowana do 48. nagrody Kōdansha Manga w kategorii shōnen.